# Patriarca de Toda a Romênia
Patriarca de Toda a Romênia (em romanche: Patriarh al Întregii Romanii) é, desde 1925, o título do Primaz da Igreja Ortodoxa Romena. O atual Patriarca é Daniel Ciobotea, eleito em 12 de setembro de 2007. O título completo do primaz romeno é "Arcebispo de Bucareste, Metropolita de Muntenia e Dobrogea, Locum tenens do trono de Cesaréia da Capadócia, Patriarca da Romênia".

## Metropolitas de Toda a Romênia
- Nifonte (1850–1875);
- Calinico (1875–1886);
- José (1886–1893);
- Genádio (1893–1896);
- José (1896–1909) - Reimpossado;
- Atanásio (1909–1911);
- Conon (1912–1919);
- Miron (1919–1925);

## Patriarcas de Toda a Romênia
- Miron (1925–1939);
- Nicodim (1939–1948);
- Justiniano (1948–1977);
- Justino (1977–1986);
- Teoctista (1986–2007);
- Daniel (desde 2007).